# Att döda en präst
Att döda en präst (engelska: To Kill a Priest) är en fransk långfilm från 1988 i regi av Agnieszka Holland, med Christopher Lambert, Ed Harris, Joss Ackland och Tim Roth i rollerna. Filmen skildrar mordet på den polske prästen Jerzy Popiełuszko, i filmen kallad Fader Alek.

## Rollista
| Christopher Lambert | – Fader Alek |
| Ed Harris           | – Stefan     |
| Joss Ackland        | – Överste    |
| Tim Roth            | – Feliks     |
| Timothy Spall       | – Igor       |
| Pete Postlethwaite  | – Josef      |
| Cherie Lunghi       | – Halina     |
| Joanne Whalley      | – Anna       |
| David Suchet        | – Biskop     |
| Charlie Condou      | – Mirek      |